# フィリップ・ド・サヴォワ＝ヌムール
フィリップ・ド・サヴォワ＝ヌムール（フランス語：Philippe de Savoie-Nemours, 1490年 - 1533年11月25日）は、ヌムール公（在位：1528年 - 1533年）。

## 生涯
サヴォイア公フィリッポ2世とその2番目の妃クロディーヌ・ド・ブロスの息子である。フランス王フランソワ1世の母ルイーズ・ド・サヴォワの異母弟にあたる。フィリップはサヴォイア家の分家ヌムール公家の祖となり、最終的にフランスに居を構えた。
本来は聖職者になる予定で、5歳の時にジュネーヴ司教位を与えられたが、1510年に辞任しジュネーヴ伯となった。フィリップはフランス王ルイ12世に仕え、1509年に共にアニャデッロの戦いに参加した。1520年には神聖ローマ皇帝カール5世に仕えたが、最終的に甥フランス王フランソワ1世に仕えた。
1528年、フィリップはヌムール公位を与えられ、ロングヴィル公ルイ1世・ドルレアンの娘シャルロットと結婚した。2人の間には以下の子女が生まれた。
- ジャック（1531年 - 1585年） - ヌムール公
- ジャンヌ（1532年 - 1568年） - メルクール公ニコラ・ド・ロレーヌと結婚し、6人の子女をもうけた。